# Broncos de Tecuala
Los Broncos de Tecuala fue un equipo de béisbol que compitió en la Liga de Béisbol del Noroeste de México con sede en Tecuala, Nayarit, México.

## Historia
Los Broncos de Tecuala regresarán a la LBN en 2011.
Su parque es el Estadio "Santos Ramos Contreras".
En la Temporada 2011-2012 de la LBN, los Broncos de Tecuala se proclamaron campeones en la Liga del Noroeste. La novena integrada por peloteros de los Rojos del Águila de Veracruz y Tigres de Quintana Roo derrotaron en la Serie Final a los Cachorros de Acaponeta.

## Jugadores

### Roster actual
Por definir.